# Uruz
Uruz is de tweede rune van het oude Futhark. De klank is 'oe', zoals in koe. Uruz is de tweede rune van de eerste Ætt. De letterlijke betekenis is oeros. Zowel de vorm als betekenis is gelijk aan de eerste letter uit het Fenicische alfabet, de letter alef, afkomstig van het West-Semitische woord voor os. Uruz is het symbool voor kracht: de oeros werd gevreesd vanwege zijn ontzagwekkende grootte en kracht en zijn lange, scherpe, gekromde hoorns.

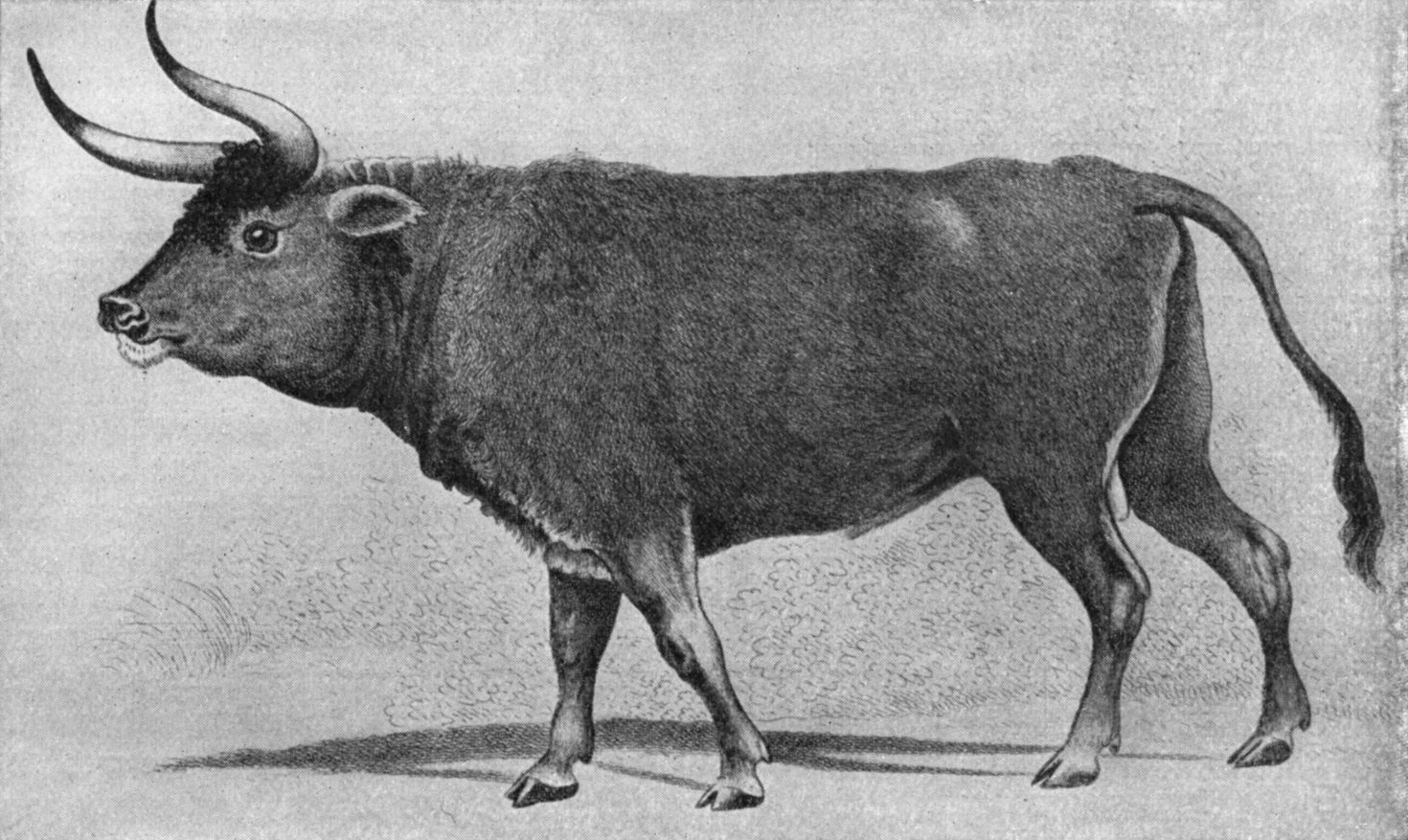
De vorm van Uruz weerspiegelt de hoorns van de oeros.

## Karaktercodering
| Unicode Codepoint | U+16a2                 |
| Unicode-Name      | RUNIC LETTER URUZ UR U |
| HTML              | &#5794;                |